# ミーナ・スヴァーリ
ミーナ・スヴァーリ（Mena Suvari、1979年2月13日 - ）は、アメリカ合衆国の女優、モデル、ファッション・デザイナー。

## 生い立ち
1979年2月13日、ロードアイランド州ニューポートに生まれる。父親のアンドゥ・スヴァーリはエストニア人の精神科医、母親のキャンディスはギリシャ系アメリカ人の看護師。3人の男兄弟がいる末っ子。

## キャリア
12歳ごろからモデルを始め、クエーカーオーツカンパニーのCMに出演。テレビシリーズ『ER緊急救命室』や『シカゴホープ』に出演。1997年に映画デビュー。
1999年のサム・メンデス監督作品『アメリカン・ビューティー』では、ケヴィン・スペイシー扮する主人公を虜にする小悪魔的な女子高生を演じて注目されるようになる。この作品で英国アカデミー賞助演女優賞にノミネートされた。
近年はホラー作品の出演も多く、ジョージ・A・ロメロ監督の『死霊のえじき』のリメイク作品『デイ・オブ・ザ・デッド』（2008年）、イーライ・ロス、ジェイソン・ブラム製作のテレビドラマ『サウス・オブ・ヘル』（2015年）などの作品に主演している。
俳優以外の活動ではランコムのモデルを務めたり、ファッションデザイナーとしても活躍している。

## 私生活
2000年3月4日に17歳年上の撮影監督ロバート・ブリンクマンと結婚後は、仕事をセーブしていたが、2005年5月の離婚後は、再び活発に映画・テレビ等に出演している。2005年7月にはコンサートプロモーターのシモーヌ・セスティートと婚約し、2010年6月に結婚したが、2012年1月13日に離婚した。

## 出演作品

### 映画
| 公開年 | 邦題 原題                                                                         | 役名                     | 備考                        |
| ------ | --------------------------------------------------------------------------------- | ------------------------ | --------------------------- |
| 1997   | コレクター Kiss the Girls                                                         | コティ・ピアス           |                             |
| 1997   | ノーウェア Nowhere                                                                | ゾイ                     |                             |
| 1998   | Fカップの憂うつ Slums of Beverly Hills                                            | レイチェル・ホフマン     | 日本劇場未公開              |
| 1999   | キャリー2 The Rage: Carrie 2                                                      | リサ・パーカー           |                             |
| 1999   | アメリカン・パイ American Pie                                                     | ヘザー                   |                             |
| 1999   | アメリカン・ビューティー American Beauty                                          | アンジェラ・ヘイズ       |                             |
| 2000   | 恋は負けない Loser                                                                | ドーラ・ダイアモンド     |                             |
| 2001   | ヤング・ブラッド The Musketeer                                                    | フランチェスカ           |                             |
| 2001   | アメリカン・サマー・ストーリー American Pie 2                                     | ヘザー                   |                             |
| 2001   | クライムチアーズ Sugar & Spice                                                    | カンザス・ヒル           | 日本劇場未公開              |
| 2002   | SONNY ソニー Sonny                                                                | キャロル                 |                             |
| 2002   | SPUN スパン Spun                                                                  | クッキー                 |                             |
| 2004   | トラウマ Trauma                                                                   | シャーロット             | 日本劇場未公開              |
| 2005   | ビューティー・ショップ Beauty Shop                                                | ジョアン・マーカス       | 日本劇場未公開              |
| 2005   | エイミー・アダムス in ナイト・ビフォア・ウェディング Standing Still               | ラナ                     | 日本劇場未公開              |
| 2005   | ドミノ Domino                                                                     | キミー                   |                             |
| 2005   | 迷い婚 -全ての迷える女性たちへ- Rumor Has It                                      | アニー・ハッティンガー   |                             |
| 2006   | ゴシップ・カフェ Caffeine                                                         | ヴァネッサ               | 日本劇場未公開              |
| 2006   | ファイナルファンタジーVII アドベントチルドレン                                    | エアリス・ゲインズブール | オリジナルビデオ 英語版音声 |
| 2006   | ファクトリー・ガール Factory Girl                                                 | リッチー・バーリン       |                             |
| 2007   | ギャング・オブ・ブルックリン Brooklyn Rules                                       | エレン                   | 日本劇場未公開              |
| 2007   | THE CLASH ザ・クラッシュ Stuck                                                    | ブランディ・ボスキ       | 日本劇場未公開              |
| 2008   | デイ・オブ・ザ・デッド Day of the Dead                                            | サラ＝クロス伍長         |                             |
| 2008   | セックスと嘘とラスベガス Sex and Lies in Sin City                                 | サンディ・マーフィー     | テレビ映画                  |
| 2008   | ガーデン・オブ・エデン ～失楽園の3人～ The Garden of Eden                         | キャサリン・ボーン       | 日本劇場未公開              |
| 2012   | アメリカン・パイパイパイ!完結編 俺たちの同騒会 American Reunion                   | ヘザー                   |                             |
| 2014   | ロッジ LODGE Don't Blink                                                          | トレイシー               | 日本劇場未公開              |
| 2015   | インターナル・アフェア Badge of Honor                                             | ジェシカ・ドーソン       | 日本劇場未公開              |
| 2020   | 誰にも言うな Don't Tell a Soul                                                    | キャロル                 | 日本劇場未公開              |
| 2021   | ミッドナイト・メイズ Locked In                                                    | マギー（マーガレット）   | 日本劇場未公開 WOWOWで放映  |
| 2023   | ハント・ロワイヤル Hunt Club                                                      | カサンドラ               | 日本劇場未公開              |
| 2024   | 飛行機に乗っていたら墜落して、凶暴な人食いライオンのいる原野に放り出された件 Prey | スー                     |                             |
| 2024   | レーガン Reagan                                                                   | ジェーン・ワイマン       |                             |

### テレビ
| 放映年    | 邦題 原題                                                                    | 役名                          | 備考                                     |
| --------- | ---------------------------------------------------------------------------- | ----------------------------- | ---------------------------------------- |
| 1995-1996 | ボーイ・ミーツ・ワールド Boy Meets World                                     | ヒラリー/ローラ               | 2エピソード                              |
| 1996      | ER緊急救命室 ER                                                              | ローラ・リー・アーミテージ    | シーズン3 第4話 "行きずりの女"           |
| 1996-1997 | ハイ・インシデント/警察ファイルJ High Incident                               | ジル・マーシュ                | 5エピソード                              |
| 1997      | シカゴ・ホープ Chicago Hope                                                  | アイヴィー・ムーア            | シーズン4 第4話 "Sympathy for the Devil" |
| 2004      | シックス・フィート・アンダー Six Feet Under                                  | イーディー                    | 7エピソード                              |
| 2010      | サイク/名探偵はサイキック? Psych                                             | アリソン・カウリー            | シーズン5 第16話 "Yang 3 in 2D"          |
| 2011      | ザ・ケープ 漆黒のヒーロー The Cape                                           | トレイシー・ジェロッド/ダイス | 第5話 "美しき運命のダイス"               |
| 2011-2018 | アメリカン・ホラー・ストーリー: 呪いの館 American Horror Story: Murder House | エリザベス・ショート          | 3エピソード                              |
| 2013      | シカゴ・ファイアー Chicago Fire                                              | イザベル・トーマス            | 7エピソード                              |
| 2014-2018 | ぼくはクラレンス! Clarence                                                   | 様々な役                      | 7エピソード 声の出演                     |
| 2015      | サウス・オブ・ヘル 魔物の巣食う街 South of Hell                              | マリア・アバスカル            | 8エピソード                              |
| 2016      | ジャスティス・リーグ・アクション Justice League Action                       | キラーフロスト                | 第20話 "Freezer Burn" 声の出演           |
| 2018      | American Woman                                                               | Kathleen Callahan             | 11エピソード                             |

### コンピュータゲーム
| 発売年 | 邦題 原題                                | 役名                     | 備考       |
| ------ | ---------------------------------------- | ------------------------ | ---------- |
| 2005   | キングダム ハーツII                      | エアリス・ゲインズブール | 英語版音声 |
| 2007   | キングダム ハーツII ファイナル ミックス+ | エアリス・ゲインズブール | 英語版音声 |
| 2016   | OK K.O.! Lakewood Plaza Turbo            | Enid                     | 声の出演   |